# Service wrapper
 (mars 2018).
Un service wrapper (traduction littérale, emballage de service) est un programme qui encapsule des programmes pour leur permettre d'être installés et de fonctionner comme des services Windows ou des daemons Unix. Les services Windows et les daemons Unix sont des programmes qui s'exécutent en arrière-plan, plutôt que sous le contrôle direct d'un utilisateur. Ils sont souvent lancés automatiquement au démarrage.
Les programmes ne peuvent fonctionner comme des services Windows ou des daemons Unix que s'ils ont certaines caractéristiques qui dépendent du système d'exploitation dans lequel ils veulent opérer. Les service wrappers leur fournissent ces caractéristiques.

## Référence
- (en) Cet article est partiellement ou en totalité issu de l’article de Wikipédia en anglais intitulé « Service wrapper » (voir la liste des auteurs).